# Teresa Sans i Mont-rodon
Teresa Sans i Mont-rodon (1703/1705-1781), abadessa del Monestir de Sant Pere de les Puel·les entre 1753 i 1781, fou la cinquena de sis germans que nasqueren del matrimoni entre Francesc Sans i Miquel i Maria de Mont-rodon, casats el 1690. Des de llavors, la Casa Sans (o Sanç) seria el primer cognom del títol de senyor de Mont-rodon. Per la part paterna, Teresa provenia de la família Sans, provinents d’Arenys de Munt i traslladats a Barcelona, on foren ennoblits el 1618 sota el regnat de Felip III. Amb el pas de les dècades la família Sans aconseguí ser considerada part dels ciutadans honrats de Barcelona, esdevenint membres benestants de la petita noblesa urbana i aportant un gran prestigi social. Cal tenir present que ser ciutadà honrat era formar part de l’elit de la ciutat. Tant és així que van esdevenir el grup social més elevat, essent simultàniament en part nobles i en part burgesos i ocupant, durant segles, els càrrecs més importants de la ciutat com a membres del Consell de Cent. De fet, la dedicació a la vida política de la ciutat, i la seva ostentació pública, és una prova de la bona situació social i econòmica del grup. En el cas de la família de la nostra protagonista, el seu pare va comptar a les seves núpcies amb l’aportació de l’heretat dels Sans, així com la contribució de 3.000 lliures barcelonines. D’altra banda, Maria de Mont-rodon aportà com a dot tot el casal de Mont-rodon, heretat del seu germà gran després de la mort d’aquest. L’origen dels Mont-rodon es remunta a l’any 1128, quan hi ha constància del seu domini sobre el castell de Mont-rodon a Taradell.

## Família i joventut
La joventut de Teresa Sans va estar profundament marcada per la Guerra de Successió (1700-1714), ja que la seva família va prendre partit per l’austriacisme i destacà en el bàndol anti-borbònic. Francesc Sans arribà a ser Mestre de Camp del Regiment de la Diputació del General el 1709, i acabada la guerra fou empresonat a diferents parts de la Península fins que va ser alliberat el 1725, essent víctima de la repressió borbònica a Catalunya.
Teresa Sans i Mont-rodon va ingressar al monestir de Sant Pere de les Puel·les el 1732 i va professar com a religiosa corista el 1733. Altres dones de la família Sans i Mont-rodon ja havien estat religioses del mateix monestir, del qual Teresa fou elegida abadessa l’any 1753. És possible que en el seu nomenament es tingués en compte la seva ascendència familiar, tant per la reputació com per la seva bona situació social i econòmica.

## Abadessa i procés d’excomunió

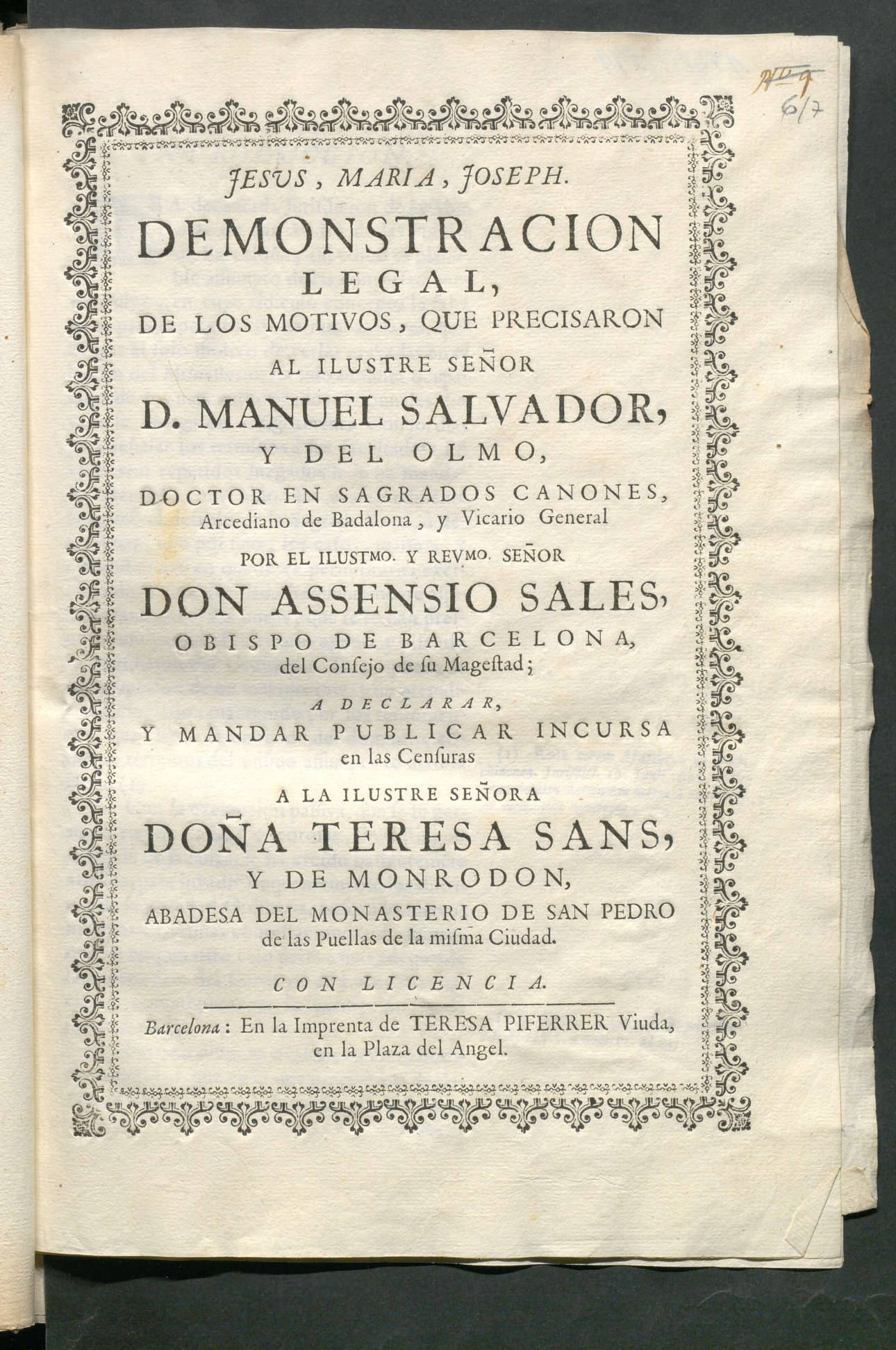
Salvador y del Olmo, Manuel. Demonstracion legal de los motivos que precisaron al Ilustre Señor D. Manuel Salvador y del Olmo, doctor en sagrados canones ... por ... don Assensio Sales, obispo de Barcelona ... a declarar y mandar publicar incursa en las censuras a la Ilustre Señora doña Teresa Sans y de Monrodon, abadesa del monasterio de San Pedro de las Puellas de la misma ciudad. Barcelona: en la imprenta de Teresa Piferrer ..., [1756 o post.

Com a abadessa d’un important monestir, Teresa Sans gaudia d’un prestigi i autoritat importants, i gaudia d’una sèrie de prerrogatives, entre les quals es trobava el nomenament de domers per tal que oficiessin la missa al monestir. Aquests drets generaven friccions amb altres instàncies eclesiàstiques, i especialment amb el bisbat de Barcelona, que ja havia actuat de manera similar anteriorment: el 1493, per exemple, fou excomunicada i rehabilitada Constança de Peguera. El 1755 el vicari general, Manuel Salvador, en nom del bisbe Ascensi Sales anuncia l’excomunió de l’abadessa de Sant Pere de les Puel·les, amb la clara intenció d’expulsar-la de la comunitat cristiana i per tant del conjunt de la societat.
El bisbat va exposar els seus arguments al llarg del contenciós a través de diversos documents, entre els quals cal destacar l’extensa Demostración Legal, signada el 3 de febrer de 1756, entre d'altres, pel prevere Josep Estalella. Per la seva banda, l’abadessa, fent ús del prestigi del seu càrrec i de la seva posició social a la ciutat, va mobilitzar el suport de juristes per tal de defensar la causa del monestir.

## El conflicte amb la jerarquia eclesiàstica
Les discussions de caràcter jurídic van acompanyades de menyspreu i acusacions de caràcter misògin. D’aquesta manera, a la Demostración Legal s’insinua que la única base legal pel nomenament de domers s’hauria de buscar en la llegendària Papessa Joana, emprada habitualment amb fins misògins i en el context de la cacera de bruixes, i també s’apel·la a la “incapacidad del sexo”. Per altra banda, els defensors de Teresa Sans també empren estereotips masclistes per recolzar-la. A Breves observaciones sobre dos nuevos impressos, publicat el 1756, el doctor Josep Albert recrimina el bisbat l’atac “contra una Muger, que ni puede, ni quiere instruirse en puntos legales, y le basta para seguridad de su conciencia, y para crédito de su conducta, governarse por dictamen de hombres literatos”. Malgrat el discurs, la capacitat de l’abadessa per mobilitzar suports va ajudar-la a guanyar el pols amb el bisbat, ja que una sentència del Tribunal de la Rota va anul·lar l’excomunió el 1757. Aquesta resolució va ser publicada i distribuïda a Barcelona, on l’afer havia adquirit notorietat en la vida pública de la ciutat, per l’impressor Josep Altés sota el títol Letras executoriales. Una sentència posterior de la Rota va declarar nul tot el procés, permetent que Teresa Sans conservés la dignitat abacial fins la seva defunció el 1781.